# Gare de Lakhdaria
La gare Lakhdaria est une gare ferroviaire algérienne située sur le territoire de la commune de Lakhdaria, dans la wilaya de Bouira.

## Situation ferroviaire
La gare est située au sud-ouest de la ville de Lakhdaria, au point kilométrique (PK) 76,5 de la ligne d'Alger à Skikda, où elle est précédée de la gare d'Ammal et suivie de celle de Kadiria.

## Histoire
Le tronçon reliant Palestro (actuelle Lakhdaria) à la gare d'Aomar a été ouvert le 1er janvier 1886.

### Desserte
La gare de Lakhdaria est desservie par les trains régionaux des liaisons :
- Alger - Sétif[1] ;
- Alger - Béjaïa[2] ;
- Alger - Bouira[3].